# Gus Grissom
Gus Grissom, pseudonimo di Virgil Ivan Grissom (Mitchell, 3 aprile 1926 – Cape Canaveral, 27 gennaio 1967), è stato un aviatore e astronauta statunitense.

## Biografia

### Primi anni
Virgil "Gus" Grissom nacque a Mitchell, nell'Indiana, e si diplomò alla Mitchell High School. Nel 1950 conseguì la bachelor's degree in ingegneria meccanica alla Purdue University. Grissom ricevette il grado di tenente pilota dell'U.S. Air Force nel marzo 1951. Nella sua carriera militare prese parte a oltre cento missioni di combattimento in Corea con il 334º Squadrone Caccia-Intercettori. Dopo il ritorno dalla Corea divenne un istruttore aeronautico presso la base aerea di Bryan, in Texas.
Nell'agosto 1955 entrò a far parte dell'Istituto di Tecnologia A.F. alla base di Wright-Patterson, in Ohio, e specializzarsi in ingegneria aeronautica. Nell'ottobre 1956 frequentò la scuola per collaudatori alla base Edwards in California e tornò alla Wright-Patterson nel maggio 1957 come collaudatore assegnato alla divisione aerei da caccia.

### NASA
Nel 1959, dopo una serie di test psicofisici, Grissom fu scelto per essere uno dei sette astronauti del Programma Mercury (i Mercury Seven), insieme a:
- Tenente Malcolm Carpenter, U.S. Navy
- Capitano LeRoy Gordon Cooper, U.S. Air Force
- Tenente Colonnello John Glenn, U.S. Marine Corps
- Tenente Comandante Walter Schirra, U.S. Navy
- Tenente Comandante Alan Shepard, U.S. Navy
- Capitano Donald Slayton, U.S. Air Force

È stato il pilota per il Mercury-Redstone 4 (Liberty Bell 7), il secondo americano per un volo nello spazio (suborbitale) e pilota comandante per la prima missione Gemini con equipaggio umano (Gemini 3), come pilota di riserva per Gemini 6.

### Morte
Grissom rimase ucciso con i suoi compagni astronauti Edward White e Roger Chaffee nell'incendio dell'Apollo 1 a Cape Canaveral. Era stato scelto come comandante del primo volo del Programma Apollo poco prima della sua scomparsa. L'amministrazione NASA voleva che fosse uno dei sette astronauti del Programma Mercury e che fosse il primo uomo a camminare sulla Luna. Registrò un totale di 4.600 ore di volo, di cui 3.500 in velivoli jet. Grissom ricevette sepoltura nel Cimitero nazionale di Arlington, Virginia.

## Onorificenze
- Croce di guerra al valore aeronautico per il suo servizio in Corea
- Medaglia dell'aria per il suo servizio in Corea
- La NASA Distinguished Service Medal
- La NASA Exceptional Service Medal[2]
- Le Ali A.F. da Comandante Astronauta

## Omaggi
- Nel film Music Graffiti (titolo originale That Thing You Do!), diretto e interpretato da Tom Hanks, viene mostrata la sequenza reale di uno show televisivo dell'agosto 1966 in cui Grissom risulta tra gli ospiti, e durante il quale l'astronauta, brevemente interpellato dal conduttore e richiesto di descrivere l'emozione di essere lanciati nello spazio, la paragona alla visione procuratagli dall'aver ammirato dal vivo le forme sinuose dell'attrice italiana Gina Lollobrigida.
- Nel film Uomini veri, diretto da Philip Kaufman, "Gus" Grissom è interpretato dall'attore Fred Ward.
- Nel film Star Trek III - Alla ricerca di Spock un'astronave terrestre per ricerche scientifiche si chiama USS Grissom
- Il personaggio della serie tv CSI - Scena del crimine chiamato Gil Grissom, è stato nominato così in onore dell'astronauta.[3]
- Uno dei personaggi a pupazzi animati della serie tv Thunderbirds ha il nome Virgil in onore dell'astronauta.
- First Man - Il primo uomo (First Man), regia di Damien Chazelle (2018), in cui "Gus" Grissom è interpretato dall'attore Shea Whigham.